# Szerszámgépipari Művek Fejlesztő Intézete
A Szerszámgépipari Művek Fejlesztő Intézete  (rövidítve: SZIMFI) az egykori  Szerszámgépipari Művek nagyvállalat fejlesztéséért felelős intézet volt.

## Története
A második világháború végéig a gépipar szerszámgépgyártási kutatást csak elvétve végzett, szórványos munkák folytak egyes nagy gyárak laboratóriumában. A Magyar Népköztársaság kormánya szükségesnek tartotta a nehézipar elsőrendű fejlesztését. Ebből eredően a gépipar háború utáni újjáépítése és fejlesztése indokolttá tette a rendszeres kutatás beindítását. Ennek első megnyilvánulása volt az a határozat, amely elrendelte a szerszámgéptervező kapacitás központosítását és céltudatos fejlesztését.
Először a Budapesti Szerszámgépgyár adott otthont a Fémáru és Szerszámgépgyárból, a Budapesti Szerszámgépgyárból, az Esztergomi Szerszámgépgyárból és a Schlesinger Szerszámgépgyárból összevont tervezőknek. Röviddel a munka megindulása után a kis csoport a Biarritz kávéház helyiségeibe költözött és Központi Szerszámgép Tervező Irodaként kezdte működését 1949-ben. Még ugyanabban az évben újabb költözés várt rájuk és a szerszámgépipar központi tervezői bevonultak a halásztelki gyárépületbe, amelyet a csepeli Weiss Manfréd Művek azzal a céllal épített 1943-ban, hogy a bombázások elől értékesebb szerszámgépeit védettebb helyen csoportosíthassa. Az üzemet Kisgyárnak nevezték el. 1944 elején 100 munkással marógépek és fúrógépek alkatrészeit gyártották itt, de hamarosan sor került hadi gyártásra is. A telep súlyos bombakárokat szenvedett 1944-ben, amikor a szomszédos Dunai repülőgépgyárat vonta szőnyegbombázás alá az amerikai légierő.
A háború után a szovjet hadsereg segítségével visszakerültek a gépek eredeti helyükre. Itt kezdte meg működését 1950-ben a Mintagépgyár.
1954-ben a Mintagépgyár átalakult Szerszámgépfejlesztő Intézetté. Ez a határozat már szélesebb skálában sorolta fel a feladatokat: a szerszámgéptervezésen, tudományos vizsgálatok elvégzésén és a mintapéldányok legyártásán túlmenően a távlati fejlesztést, a Szerszámgép  Fejlesztő Bizottság ügyeinek intézését, a KGST keretében folyó nemzetközi szerszámgépipari együttműködés rendszeres lebonyolítását, tanácsadást és szakértést is az intézet feladatkörébe utalta.
1963 derekán a gépipar általános átszervezése során megszűnt a Kohó és Gépipari Minisztérium Szerszámgépipari Igazgatóság, és önálló nagyvállalatok alakultak. Az Intézet is nagyvállalati hatáskörbe került. 1963. július elsejétől a neve: "Szerszámgépipari Művek Fejlesztő Intézete" (SZIMFI). Ekkor már 505 fő dolgozott Halásztelken.
Az együttműködés a nagyvállalat gyárain és az iparág társvállalatain túlmenően kiterjedt az ország határain túlra és egymás után jöttek létre műszaki-tudományos együttműködési szerződések más államok társintézeteivel. Munkamegosztásos fejlesztés és kutatás alakult ki a szovjet ENIMSZ-szel, több NDK-beli és lengyel intézettel, a prágai VUOSO-val, a szófiai NIPKIMMI-vel és a bukaresti fejlesztő intézettel is.